# Грабова Розтока
Грабова Розтока (словац. Hrabová Roztoka) — село в Словаччині, Снинському окрузі Пряшівського краю. Розташоване в східній частині Словаччини, на кордоні з Україною.

## Географія
Протікає Ровний потік.

## Історія
Грабова Ростівка — давнє лемківське село. Вперше згадується у 1568 році.
В селі є православна/греко-католицька дерев'яна церква св. Василія Великого з пол. 18 ст., культурна пам'ятка національного значення.

## Населення
| Рік:            | 1994. | 2004.    | 2014.   | 2024.    |
| --------------- | ----- | -------- | ------- | -------- |
| Кількість осіб: | 90    | 68       | 63      | 52       |
| Різниця:        |       | -24,44 % | -7,35 % | -17,46 % |

| Рік:            | 2023. | 2024. |
| --------------- | ----- | ----- |
| Кількість осіб: | 50    | 52    |
| Різниця:        |       | +4 %  |

В селі проживає 65 осіб.
Національний склад населення (за даними останнього перепису населення — 2001 року):
- словаки — 71,62 %
- русини — 17,57 %
- українці — 6,76 %
- чехи — 1,35 %

Склад населення за приналежністю до релігії станом на 2001 рік:

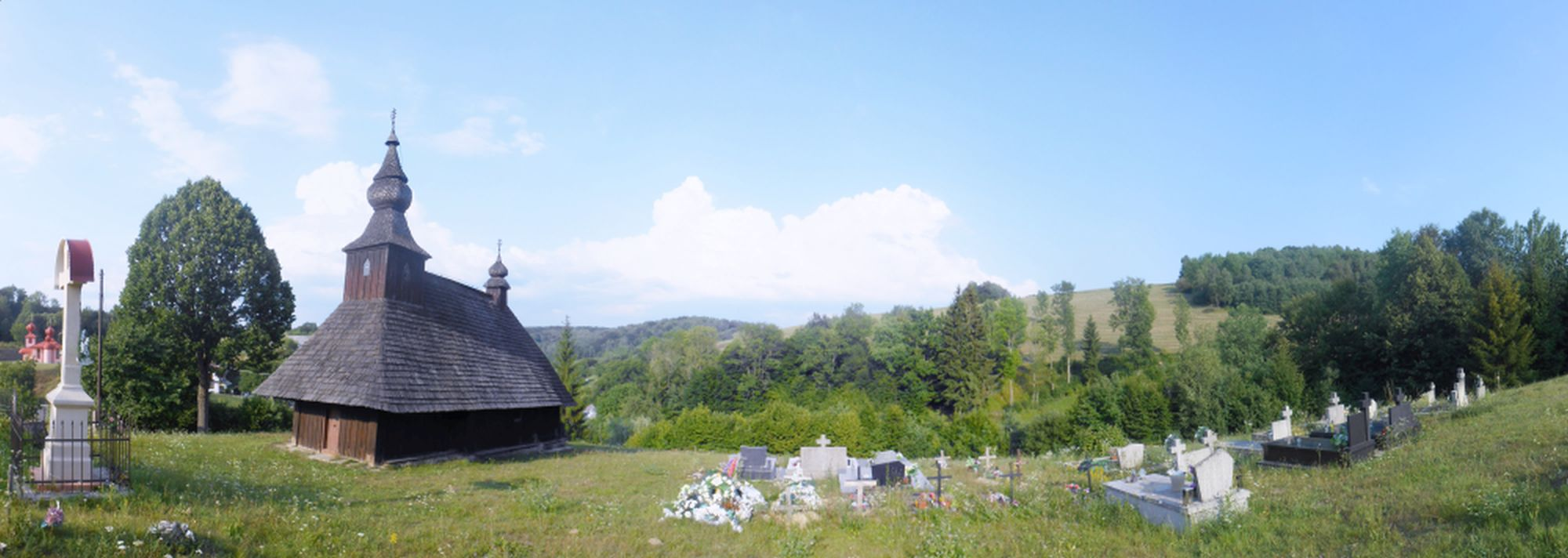
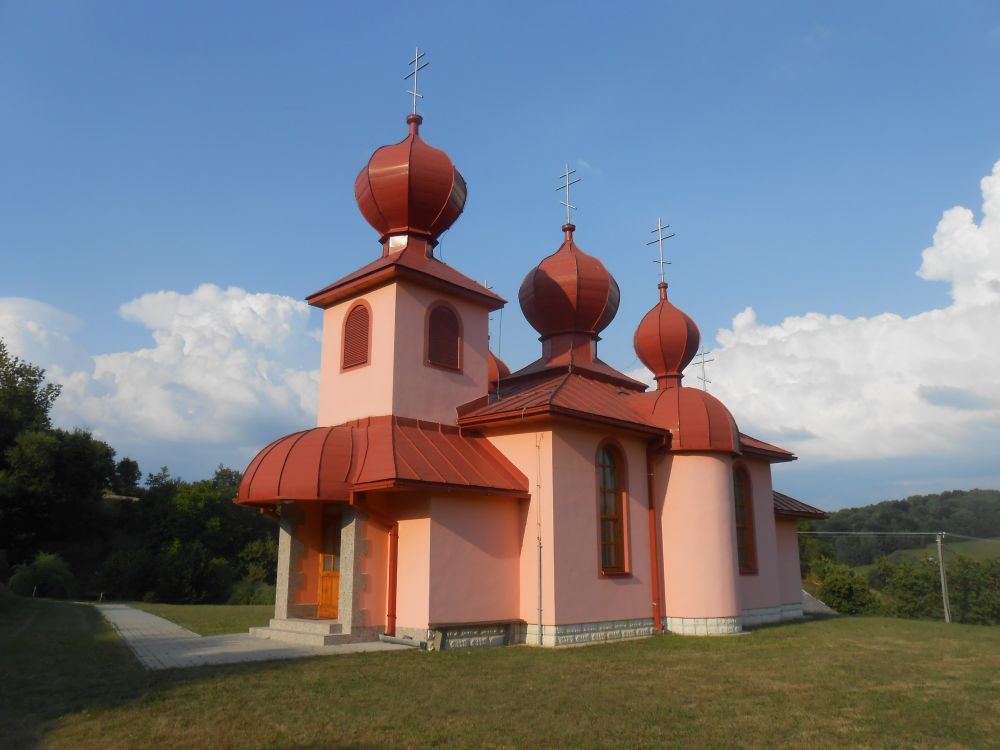
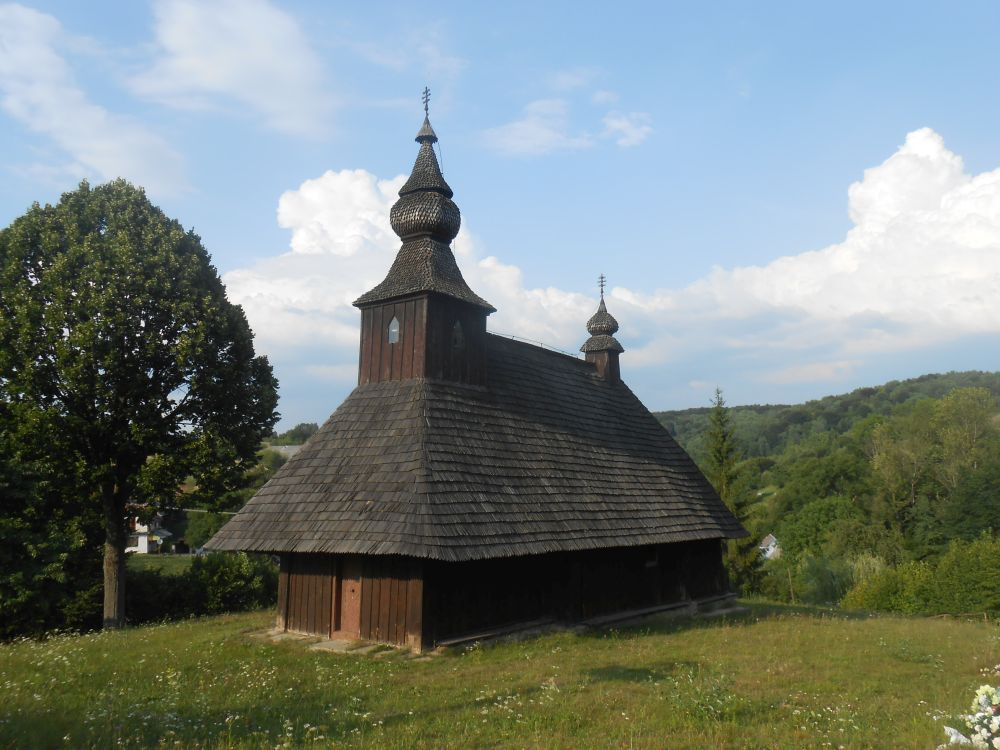

- православні — 85,14 %,
- греко-католики — 12,16 %,
- римо-католики — 2,70 %